# Skikkisjöberget
Skikkisjöberget är ett naturreservat i Vilhelmina kommun i Västerbottens län.
Området naturskyddades 1964 och är sju hektar stort. Reservatet omfattar en del av sydsluttningen till berget och består av granskog. Där finns också växtplatser för alm på två platser, som en rest av värmetidens (7000–3000 före Kristus) växtlighet.